# Camship de Douala
Le Camship de Douala est un club de handball disparu basé à Douala au Cameroun. Il s'agit du club de la Compagnie publique nationale de transport maritime.
Ursule Mbah et Yolande Bodiong ont joué dans ce club dans les années 1990.

## Palmarès
- Coupe d'Afrique des clubs champions féminine
  - Finaliste : 1989 et 1990
- Coupe d'Afrique des vainqueurs de coupe féminine
  - Vainqueur : 1987, 1988, 1989 et 1990